# Amr Marey
Amr Mareï (tiếng Ả Rập Ai Cập: عمرو مرعي Amr Mara'ei, sinh ngày 1 tháng 4 năm 1992) là một cầu thủ bóng đá người Ai Cập thi đấu cho câu lạc bộ Tunisia Étoile du Sahel ở vị trí tiền đạo.